# Маркуш, Мария
Мария Маркуш (пол. Maria Renata Márkus, 1936 — 2017) — польский философ и социолог. 

## Биография
Получила философское образование в МГУ имени Ломоносова в Москве с 1952 по 1957 год; затем получила степень магистра в Польше в 1957 году. Она переехала в Венгрию в 1957 году и стала научным сотрудником Института философии Венгерской академии наук и была одним из основателей Института социологии Академии. В 2010 году в её честь был опубликован фестшрифт.
Она была членом «Будапештской школы» марксизма вместе с другими философами и социологами, такими как Агнеш Хеллер, Дьёрдь Маркуш, Иштван Месарош, Ференц Фехер и Михай Вайда. Школа была распущена после Пражской весны, и многие её члены были вынуждены покинуть страну. Маркуш вместе с другими членами Школы потеряла академическую должность по идеологическим и политическим мотивам. Она переехала в Австралию в 1978 году и работала старшим преподавателем социологии в Университете Нового Южного Уэльса. Она опубликовала множество публикаций по таким темам, как социология труда, индустриальная социология, политическая социология, социология экономики, стратификация, философия и социологическая теория, феминизм и промышленность, а также о сдвиге границ частной и публичной сфер. «Достойное общество» — одна из её любимых тем.
Она «друг и интеллектуальный союзник Агнеш Хеллер».
Была замужем за венгерским философом Дьёрдем Маркушем; у пары двое сыновей.

## Избранные публикации
- Markus, M. R. (2010), 'Can solitude be recaptured for the sake of intimacy?', in H. Blatterer, P. Johnson & M. R. Markus (eds), Modern privacy: shifting boundaries, new forms, New York: Palgrave Macmillan, pp. 88–101.
- Markus, M. R. (2010), 'Lovers and friends: 'radical utopias' of intimacy?', Thesis Eleven, vol. 101, pp. 6–23.
- Markus, M. R. (2002), 'Cultural pluralism and the subversion of the 'taken-for-granted' world', in P. Essed & D. T. Goldberg (eds), Race Critical Theories: Text and Context, Oxford: Blackwell.
- Markus, M. R. (2001), 'Decent society and/or civil society?', Social Research, vol. 68, no. 4, pp. 1011–1030.
- Markus, M. R. (1995), 'Civil society and the politicisation of needs', in K. Gavroglu, J. Stachel & M. W. Wartofsky (eds), Science, Politics and Social Practice, The Netherlands: Kluwer Academic, pp. 161–179.
- Markus, M (1987), 'The 'anti-feminism' of Hannah Arendt', Thesis Eleven, vol. 17, no. 1, pp. 76–87.
- Markus, M (1985), 'Women, success, and civil society: submission to, or subversion of, the achievement principle', PRAXIS International, vol. 4, no. 5, pp. 430–444.
- Markus, M (1982), 'Overt and convert modes of legitimation in East European Societies', in T. H. Rigby & F Fehér, Political legitimation in communist states, pp. 82–93.